# Brașca
Brașca – wieś w Rumunii, w okręgu Suczawa, w gminie Ilișești. W 2011 roku liczyła 372 mieszkańców. 